# شهرستان دون (ویسکانسین)
شهرستان دون، ویسکانسین (به انگلیسی: Dunn County, Wisconsin) یک سکونتگاه مسکونی در ایالات متحده آمریکا است که در ویسکانسین واقع شده‌است.

## خصوصیات
شهرستان دون ۲٬۲۳۷٫۷۶ کیلومترمربع مساحت دارد.